# فينوهراديفكا (أوديسكا)
فينوهراديفكا (Виноградівка) هي مدينة في مقاطعة أوديسكا في أوكرانيا. يبلغ عدد سكانها حوالي 3128 نسمة.